# Lista siturilor arheologice din județul Alba - S
Lista siturilor arheologice din județul Alba - S conține toate siturile arheologice din județul Alba înscrise în Repertoriul Arheologic Național (RAN) și aflate în localități al căror nume începe cu litera S. RAN este administrat de Ministerul Culturii și Patrimoniului Național și cuprinde date științifice, cartografice, topografice, imagini și planuri, precum și orice alte informații privitoare la zonele cu potențial arheologic, studiate sau nu, încă existente sau dispărute.
Puteți căuta un sit din localitățile care încep cu litera S folosind formularul de mai jos sau puteți naviga prin toate siturile din județ la Lista siturilor arheologice din județul Alba.
| Cuprins                                                       |
| ------------------------------------------------------------- |
| Top - A B C D E F G H I J K L M N O P Q R S Ș T Ț U V W X Y Z |

| Cod RAN                                  | Denumire | Localitate                        | Adresă                                               | Datare                          | Descoperit | Coordonate                                      | Imagine           | Erori            |
| ---------------------------------------- | --- | --------------------------------- | ---------------------------------------------------- | ------------------------------- | ---------- | ----------------------------------------------- | ----------------- | ---------------- |
| 7106.01.01 (Cod LMI: AB-I-s-B-00066)     | Cetatea medievală de la Săsciori / ansamblu anonim (Categorie: locuire civilă) (Tip: Cetate)                                                                                             | sat Săsciori, comuna Săsciori     | Cetate                                               |                                 |            |                                                 | Încărcați imagine | Raportați eroare |
| 1883.01.01 (Cod LMI: AB-I-s-B-00069)     | Așezarea Coțofeni de la Sebeș - "Râpa Roșie" / ansamblu anonim (Categorie: locuire civilă) (Tip: Așezare)                                                                                | municipiul Sebeș                  | Râpa Roșie                                           | Coțofeni                        |            |                                                 | Încărcați imagine | Raportați eroare |
| 1883.02.01 (Cod LMI: AB-I-m-B-00070.05)  | Situl arheologic de la Sebeș - "Podul Pripocului" / ansamblu anonim (Categorie: locuire civilă) (Tip: Așezare)                                                                           | municipiul Sebeș                  | Podul Pripocului                                     | Turdaș                          |            |                                                 | Încărcați imagine | Raportați eroare |
| 1883.02.02 (Cod LMI: AB-I-m-B-00070.04)  | Situl arheologic de la Sebeș - "Podul Pripocului" / ansamblu anonim (Categorie: locuire civilă) (Tip: Așezare)                                                                           | municipiul Sebeș                  | Podul Pripocului                                     |                                 |            |                                                 | Încărcați imagine | Raportați eroare |
| 1883.02.03 (Cod LMI: AB-I-m-B-00070.03)  | Situl arheologic de la Sebeș - "Podul Pripocului" / ansamblu anonim (Categorie: locuire civilă) (Tip: Așezare)                                                                           | municipiul Sebeș                  | Podul Pripocului                                     | geto-dacică                     |            |                                                 | Încărcați imagine | Raportați eroare |
| 1883.02.04 (Cod LMI: AB-I-m-B-00070.02)  | Situl arheologic de la Sebeș - "Podul Pripocului" / ansamblu anonim (Categorie: locuire civilă) (Tip: Așezare)                                                                           | municipiul Sebeș                  | Podul Pripocului                                     |                                 |            |                                                 | Încărcați imagine | Raportați eroare |
| 1883.02.05 (Cod LMI: AB-I-m-B-00070.01)  | Situl arheologic de la Sebeș - "Podul Pripocului" / ansamblu anonim (Categorie: locuire civilă) (Tip: Așezare)                                                                           | municipiul Sebeș                  | Podul Pripocului                                     | sec. IV - VI                    |            |                                                 | Încărcați imagine | Raportați eroare |
| 1883.02.06 (Cod LMI: AB-I-s-B-00070)     | Situl arheologic de la Sebeș - "Podul Pripocului" / ansamblu anonim (Categorie: locuire civilă) (Tip: Așezare)                                                                           | municipiul Sebeș                  | Podul Pripocului                                     | Petrești                        |            |                                                 | Încărcați imagine | Raportați eroare |
| 1883.02.07 (Cod LMI: AB-I-s-B-00070)     | Situl arheologic de la Sebeș - "Podul Pripocului" / ansamblu anonim (Categorie: locuire civilă) (Tip: Așezare)                                                                           | municipiul Sebeș                  | Podul Pripocului                                     | Bodrogkeresztur                 |            |                                                 | Încărcați imagine | Raportați eroare |
| 1311.01.01 (Cod LMI: AB-I-s-B-00067)     | Situl arheologic de la Sâncrai - "Castelul Kemeny" / ansamblu anonim (Categorie: locuire civilă) (Tip: Așezare)                                                                          | sat Sâncrai, municipiul Aiud      | Castelul Kemeny                                      | sec. XI - XII                   |            |                                                 | Încărcați imagine | Raportați eroare |
| 1311.01.02 (Cod LMI: AB-I-s-B-00067)     | Situl arheologic de la Sâncrai - "Castelul Kemeny" / ansamblu anonim (Categorie: locuire civilă) (Tip: Locuire)                                                                          | sat Sâncrai, municipiul Aiud      | Castelul Kemeny                                      |                                 |            |                                                 | Încărcați imagine | Raportați eroare |
| 7927.01.01 (Cod LMI: AB-I-m-B-00068.01)  | Așezarea din epoca migrațiilor de la Sânmiclăuș - "Răstoci - Gruișor" / ansamblu anonim (Categorie: locuire civilă) (Tip: Așezare)                                                       | sat Sânmiclăuș, comuna Șona       | Răstoci - Gruișor                                    |                                 |            |                                                 | Încărcați imagine | Raportați eroare |
| 7927.01.02 (Cod LMI: AB-I-m-B-00068.02)  | Așezarea din epoca migrațiilor de la Sânmiclăuș - "Răstoci - Gruișor" / ansamblu anonim (Categorie: locuire civilă) (Tip: Necropolă)                                                     | sat Sânmiclăuș, comuna Șona       | Răstoci - Gruișor                                    |                                 |            |                                                 | Încărcați imagine | Raportați eroare |
| 3020.01.01 (Cod LMI: AB-I-s-B-00071)     | Așezarea Coțofeni de la Straja - "Măgura" / ansamblu anonim (Categorie: locuire civilă) (Tip: Așezare)                                                                                   | sat Straja, comuna Berghin        | Măgura                                               | Coțofeni                        |            |                                                 | Încărcați imagine | Raportați eroare |
| 3020.02.01 (Cod LMI: AB-I-s-B-00072)     | Situl arheologic de la Straja - "Fântâna Barnii" / ansamblu anonim (Categorie: locuire civilă) (Tip: Așezare)                                                                            | sat Straja, comuna Berghin        | Fântâna Barnii                                       | Coțofeni                        |            |                                                 | Încărcați imagine | Raportați eroare |
| 3020.02.02 (Cod LMI: AB-I-s-B-00072)     | Situl arheologic de la Straja - "Fântâna Barnii" / ansamblu anonim (Categorie: locuire civilă) (Tip: Așezare)                                                                            | sat Straja, comuna Berghin        | Fântâna Barnii                                       | Starčevo - Criș                 |            |                                                 | Încărcați imagine | Raportați eroare |
| 7776.01.01 (Cod LMI: AB-I-m-B-00073.06)  | Situl arheologic de la Stremț - "Grajdurile C.A.P" / ansamblu anonim (Categorie: locuire civilă) (Tip: Așezare)                                                                          | sat Stremț, comuna Stremț         | Grajdurile CAP                                       |                                 |            |                                                 | Încărcați imagine | Raportați eroare |
| 7776.01.02 (Cod LMI: AB-I-m-B-00073.05)  | Situl arheologic de la Stremț - "Grajdurile C.A.P" / ansamblu anonim (Categorie: locuire civilă) (Tip: Așezare)                                                                          | sat Stremț, comuna Stremț         | Grajdurile CAP                                       |                                 |            |                                                 | Încărcați imagine | Raportați eroare |
| 7776.01.03 (Cod LMI: AB-I-m-B-00073.04)  | Situl arheologic de la Stremț - "Grajdurile C.A.P" / ansamblu anonim (Categorie: locuire civilă) (Tip: Așezare)                                                                          | sat Stremț, comuna Stremț         | Grajdurile CAP                                       |                                 |            |                                                 | Încărcați imagine | Raportați eroare |
| 7776.01.04 (Cod LMI: AB-I-m-B-00073.03)  | Situl arheologic de la Stremț - "Grajdurile C.A.P" / ansamblu anonim (Categorie: locuire civilă) (Tip: Așezare)                                                                          | sat Stremț, comuna Stremț         | Grajdurile CAP                                       | geto-dacică                     |            |                                                 | Încărcați imagine | Raportați eroare |
| 7776.01.05 (Cod LMI: AB-I-m-B-00073.02)  | Situl arheologic de la Stremț - "Grajdurile C.A.P" / ansamblu anonim (Categorie: locuire civilă) (Tip: Așezare)                                                                          | sat Stremț, comuna Stremț         | Grajdurile CAP                                       |                                 |            |                                                 | Încărcați imagine | Raportați eroare |
| 7776.01.06 (Cod LMI: AB-I-m-B-00073.01)  | Situl arheologic de la Stremț - "Grajdurile C.A.P" / ansamblu Ruinele cetății Diodului (Categorie: locuire civilă) (Tip: Cetate)                                                         | sat Stremț, comuna Stremț         | Grajdurile CAP                                       |                                 |            |                                                 | Încărcați imagine | Raportați eroare |
| 7776.02.01 (Cod LMI: AB-I-s-B-00074)     | Așezarea din epoca bronzului de la Stremț - "Valea Bercului" / ansamblu anonim (Categorie: locuire civilă) (Tip: Așezare)                                                                | sat Stremț, comuna Stremț         | Valea Bercului                                       |                                 |            |                                                 | Încărcați imagine | Raportați eroare |
| 1883.04.01                               | Așezarea medievală de la Sebeș / ansamblu anonim (Categorie: locuire civilă) (Tip: Așezare)                                                                                              | municipiul Sebeș                  | str. I.L. Caragiale 12                               | sec. XIV-XV                     |            |                                                 | Încărcați imagine | Raportați eroare |
| 1883.03.01                               | Așezarea medievală de la Sebeș - Casa Holeanca / ansamblu anonim (Categorie: locuire civilă) (Tip: Așezare)                                                                              | municipiul Sebeș                  | Str. Mihai Viteazu nr. 37, punct Casa Holeanca       | sec.XIV                         |            |                                                 | Încărcați imagine | Raportați eroare |
| 1883.05.01                               | Așezarea medievală de la Sebeș / ansamblu anonim (Categorie: locuire civilă) (Tip: Așezare)                                                                                              | municipiul Sebeș                  | Str. Mioriței nr. 2                                  | sec. XVI                        |            |                                                 | Încărcați imagine | Raportați eroare |
| 7393.01.01 (Cod LMI: AB-II-m-A-00324)    | Biserica reformată medievală (fostă greco-catolică) din Sântimbru / ansamblu anonim (Categorie: structură de cult/religioasă) (Tip: Biserică)                                            | sat Sântimbru, comuna Sântimbru   | 180A, punct Biserica Reformată                       | sec. XIII - XVI                 | 2002       | 46°08′00″N 23°39′00″E / 46.1333°N 23.649999°E   | Încărcați imagine | Raportați eroare |
| 7393.01.02 (Cod LMI: AB-II-m-A-00324)    | Biserica reformată medievală (fostă greco-catolică) din Sântimbru / ansamblu anonim (Categorie: structură de cult/religioasă) (Tip: necropola)                                           | sat Sântimbru, comuna Sântimbru   | 180A, punct Biserica Reformată                       | sec. XIV-XVIII                  | 2002       | 46°08′00″N 23°39′00″E / 46.1333°N 23.649999°E   | Încărcați imagine | Raportați eroare |
| 7357.01.01                               | Locuirea neolitică de la Sâncel - "Fundătura" / ansamblu anonim (Categorie: locuire civilă) (Tip: Locuire)                                                                               | sat Sâncel, comuna Sâncel         | Fundătura                                            |                                 |            |                                                 | Încărcați imagine | Raportați eroare |
| 7357.02.01                               | Așezarea eneolitică de la Sâncel / ansamblu anonim (Categorie: locuire civilă) (Tip: Locuire)                                                                                            | sat Sâncel, comuna Sâncel         |                                                      | Petrești                        |            |                                                 | Încărcați imagine | Raportați eroare |
| 4348.01.01                               | Așezarea neo-eneolitică de la Sânbenedic / ansamblu anonim (Categorie: locuire civilă) (Tip: Locuire)                                                                                    | sat Sânbenedic, comuna Fărău      |                                                      |                                 |            |                                                 | Încărcați imagine | Raportați eroare |
| 7106.02.01                               | Așezarea eneolitică de la Săsciori / ansamblu anonim (Categorie: locuire civilă) (Tip: Așezare)                                                                                          | sat Săsciori, comuna Săsciori     |                                                      | Petrești                        |            |                                                 | Încărcați imagine | Raportați eroare |
| 7927.02.01                               | Așezări neolitice la Sânmiclăuș- Vatra Nirașului / ansamblu anonim (Categorie: locuire civilă) (Tip: Așezare)                                                                            | sat Sânmiclăuș, comuna Șona       | Vatra Nirașului                                      |                                 |            |                                                 | Încărcați imagine | Raportați eroare |
| 7393.02.01                               | Așezarea neolitică de la Sântimbru- Fabrica de cărămidă / ansamblu anonim (Categorie: locuire civilă) (Tip: Așezare)                                                                     | sat Sântimbru, comuna Sântimbru   | Fabrica de Cărămidă                                  |                                 |            |                                                 | Încărcați imagine | Raportați eroare |
| 7393.03.01                               | Situl arheologic de la Sântimbru- La Țărmure / ansamblu anonim (Categorie: locuire civilă) (Tip: Tell)                                                                                   | sat Sântimbru, comuna Sântimbru   | La Țărmure                                           | Turdaș                          |            |                                                 | Încărcați imagine | Raportați eroare |
| 7393.03.02                               | Situl arheologic de la Sântimbru- La Țărmure / ansamblu anonim (Categorie: locuire civilă) (Tip: Tell)                                                                                   | sat Sântimbru, comuna Sântimbru   | La Țărmure                                           | Petrești                        |            |                                                 | Încărcați imagine | Raportați eroare |
| 7393.03.03                               | Situl arheologic de la Sântimbru- La Țărmure / ansamblu anonim (Categorie: locuire civilă) (Tip: Tell)                                                                                   | sat Sântimbru, comuna Sântimbru   | La Țărmure                                           | Precucuteni                     |            |                                                 | Încărcați imagine | Raportați eroare |
| 3020.03.01                               | Așezarea neolitică de la Straja- Înfundătura / ansamblu anonim (Categorie: locuire civilă) (Tip: Așezare)                                                                                | sat Straja, comuna Berghin        | Înfundătura                                          | Starčevo - Criș                 |            |                                                 | Încărcați imagine | Raportați eroare |
| 3020.04.01                               | Așezarea eneolitică de la Straja - "Dealul Perilor" / ansamblu anonim (Categorie: locuire civilă) (Tip: Așezare)                                                                         | sat Straja, comuna Berghin        | Dealul Perilor                                       | Petrești                        |            |                                                 | Încărcați imagine | Raportați eroare |
| 6093.01.01                               | Așezarea eneolitică de la Stâna de Mureș- Dealul Ursului / ansamblu anonim (Categorie: locuire civilă) (Tip: Așezare)                                                                    | sat Stâna de Mureș, comuna Noșlac | Dealul Ursului                                       |                                 |            |                                                 | Încărcați imagine | Raportați eroare |
| 4721.01.01                               | Așezarea eneolitică de la Silivaș - "Săliște" / ansamblu anonim (Categorie: locuire civilă) (Tip: Așezare)                                                                               | sat Silivaș, comuna Hopârta       | Săliște                                              | Petrești                        |            |                                                 | Încărcați imagine | Raportați eroare |
| 1883.07.01                               | Așezarea neolitică de la Sebeș - "Casa Jampa" / ansamblu anonim (Categorie: locuire civilă) (Tip: Așezare)                                                                               | municipiul Sebeș                  | Casa Jampa                                           | Starčevo - Criș                 |            |                                                 | Încărcați imagine | Raportați eroare |
| 1883.08.01                               | Așezarea eneolitică de la Sebeș - "Valea Janului" / ansamblu anonim (Categorie: locuire civilă) (Tip: Așezare)                                                                           | municipiul Sebeș                  | Valea Janului                                        | Petrești                        |            |                                                 | Încărcați imagine | Raportați eroare |
| 7179.01.01                               | Așezarea neolitică de la Sebeșel - "Izvorul Popii" / ansamblu anonim (Categorie: locuire civilă) (Tip: Așezare)                                                                          | sat Sebeșel, comuna Săsciori      | Izvorul Popii                                        |                                 |            |                                                 | Încărcați imagine | Raportați eroare |
| 7179.02.01                               | Așezarea eneolitică de la Sebeșel - "Lunca de Jos" / ansamblu anonim (Categorie: locuire civilă) (Tip: Așezare)                                                                          | sat Sebeșel, comuna Săsciori      | Lunca de Jos                                         | Petrești                        |            |                                                 | Încărcați imagine | Raportați eroare |
| 1883.11.01 (Cod LMI: AB-II-a-A-00325)    | Cetatea orașului Sebeș / ansamblu Cetatea orașului Sebeș / complex anonim (Categorie: locuire civilă) (Tip: Cetate)                                                                      | municipiul Sebeș                  |                                                      | sec. XIV-XVII                   |            | 45°57′32″N 23°34′11″E / 45.958847°N 23.569611°E | Încărcați imagine | Raportați eroare |
| 1883.11.01 (Cod LMI: AB-II-a-A-00325)    | Cetatea orașului Sebeș / ansamblu Cetatea orașului Sebeș / complex anonim (Categorie: locuire civilă) (Tip: zid de incintă)                                                              | municipiul Sebeș                  |                                                      | sec. XVIII                      |            | 45°57′32″N 23°34′11″E / 45.958847°N 23.569611°E | Încărcați imagine | Raportați eroare |
| 1883.24.01 (Cod LMI: AB-II-m-A-00355.01) | Asamblul bisericii evanghelice "Sfânta Maria" de la Sebeș / ansamblu anonim (Categorie: structură de cult/religioasă) (Tip: biserică evanghelică)                                        | municipiul Sebeș                  | Piața Primăriei 5                                    | sec. XIII                       |            |                                                 | Încărcați imagine | Raportați eroare |
| 1883.24 (Cod LMI: AB-II-a-A-00355)       | Asamblul bisericii evanghelice "Sfânta Maria" de la Sebeș / ansamblu anonim (Categorie: structură de cult/religioasă)                                                                    | municipiul Sebeș                  | Piața Primăriei 5                                    |                                 |            |                                                 | Încărcați imagine | Raportați eroare |
| 1883.24 (Cod LMI: AB-II-a-A-00355)       | Asamblul bisericii evanghelice "Sfânta Maria" de la Sebeș / ansamblu anonim (Categorie: structură de cult/religioasă)                                                                    | municipiul Sebeș                  | Piața Primăriei 5                                    |                                 |            |                                                 | Încărcați imagine | Raportați eroare |
| 1883.24.02 (Cod LMI: AB-II-m-A-00355.02) | Asamblul bisericii evanghelice "Sfânta Maria" de la Sebeș / ansamblu Capela "Sf. Iacob" (Categorie: structură de cult/religioasă) (Tip: Capelă)                                          | municipiul Sebeș                  | Piața Primăriei 5                                    | cca 1420                        |            |                                                 | Încărcați imagine | Raportați eroare |
| 1883.24.03 (Cod LMI: AB-II-m-A-00355.03) | Asamblul bisericii evanghelice "Sfânta Maria" de la Sebeș / ansamblu Casa parohială evanghelică (Categorie: structură de cult/religioasă) (Tip: Casă parohială)                          | municipiul Sebeș                  | Piața Primăriei 5                                    | sec. XIV-XVI                    |            |                                                 | Încărcați imagine | Raportați eroare |
| 1883.24.04 (Cod LMI: AB-II-m-A-00355.04) | Asamblul bisericii evanghelice "Sfânta Maria" de la Sebeș / ansamblu anonim (Categorie: structură de cult/religioasă) (Tip: Incintă fortificată)                                         | municipiul Sebeș                  | Piața Primăriei 5                                    | sec. XIII                       |            |                                                 | Încărcați imagine | Raportați eroare |
| 1883.24.05 (Cod LMI: AB-II-a-A-00355)    | Asamblul bisericii evanghelice "Sfânta Maria" de la Sebeș / ansamblu anonim (Categorie: structură de cult/religioasă) (Tip: Cimitir)                                                     | municipiul Sebeș                  | Piața Primăriei 5                                    | sec. XIII                       |            |                                                 | Încărcați imagine | Raportați eroare |
| 1883.24.06 (Cod LMI: AB-II-m-A-00355.01) | Asamblul bisericii evanghelice "Sfânta Maria" de la Sebeș / ansamblu anonim (Categorie: structură de cult/religioasă) (Tip: Biserică)                                                    | municipiul Sebeș                  | Piața Primăriei 5                                    | mijl. sec. XIV                  |            |                                                 | Încărcați imagine | Raportați eroare |
| 1883.24.07 (Cod LMI: AB-II-a-A-00355)    | Asamblul bisericii evanghelice "Sfânta Maria" de la Sebeș / ansamblu anonim (Categorie: structură de cult/religioasă) (Tip: pridvor)                                                     | municipiul Sebeș                  | Piața Primăriei 5                                    | sf. sec. XIV- sec. XVIII (1789) |            |                                                 | Încărcați imagine | Raportați eroare |
| 1883.24.08 (Cod LMI: AB-II-a-A-00355)    | Asamblul bisericii evanghelice "Sfânta Maria" de la Sebeș / ansamblu anonim (Categorie: structură de cult/religioasă) (Tip: sacristie)                                                   | municipiul Sebeș                  | Piața Primăriei 5                                    | sec. XIX                        |            |                                                 | Încărcați imagine | Raportați eroare |
| 1883.32.01                               | Turnul cizmarilor - Sebeș / ansamblu Turnul cizmarilor (Categorie: fortificație) (Tip: Turn)                                                                                             | municipiul Sebeș                  | str. 24 Ianuarie 5                                   | sec. XV                         |            |                                                 | Încărcați imagine | Raportați eroare |
| 7776.03.01 (Cod LMI: AB-II-m-B-00357.01) | Cetatea Diodului / ansamblu Cetatea Diodului (Categorie: locuire militară) (Tip: Castel)                                                                                                 | sat Stremț, comuna Stremț         |                                                      | sec. XIII-XVI                   |            |                                                 | Încărcați imagine | Raportați eroare |
| 7776.03.02 (Cod LMI: AB-II-m-B-00357.02) | Cetatea Diodului / ansamblu Cetatea Diodului (Categorie: locuire militară) (Tip: Capelă)                                                                                                 | sat Stremț, comuna Stremț         |                                                      | sec. XIII-XVI                   |            |                                                 | Încărcați imagine | Raportați eroare |
| 7776.03.03 (Cod LMI: AB-II-m-B-00357.03) | Cetatea Diodului / ansamblu Cetatea Diodului (Categorie: locuire militară) (Tip: cetate)                                                                                                 | sat Stremț, comuna Stremț         |                                                      | sec. XIII-XVI                   |            |                                                 | Încărcați imagine | Raportați eroare |
| 7776.03.04 (Cod LMI: AB-II-m-B-00357.04) | Cetatea Diodului / ansamblu Cetatea Diodului (Categorie: locuire militară) (Tip: Zid de incintă)                                                                                         | sat Stremț, comuna Stremț         |                                                      | sec. XIII-XVI                   |            |                                                 | Încărcați imagine | Raportați eroare |
| 1883.06                                  | Cercetarea arheologică de la Sebeș - Fabrica de Cherestea (Categorie: neprecizată) (Tip: neprecizat)                                                                                     | municipiul Sebeș                  | Str. Industriilor, nr. 7, punct Fabrica de cherestea |                                 |            |                                                 | Încărcați imagine | Raportați eroare |
| 1883.09                                  | Cercetarea arheologică de la Sebeș-"Hale de producție foreze și structuri metalice" (Categorie: neprecizată) (Tip: neprecizat)                                                           | municipiul Sebeș                  | Hale de producție foreze și structuri metalice       |                                 |            |                                                 | Încărcați imagine | Raportați eroare |
| 1883.35.01                               | Situl arheologic de la Sebeș - "Glod" / ansamblu anonim (Categorie: locuire civilă) (Tip: așezare)                                                                                       | municipiul Sebeș                  | Glod                                                 | Wietenberg                      |            |                                                 | Încărcați imagine | Raportați eroare |
| 1883.36.01                               | Necropola de incinerație de la Sebeș - traseul autostrăzii Deva - Orăștie - Sibiu km 29+850 - 30+090 / ansamblu anonim (Categorie: descoperire funerară) (Tip: Necropolă de incinerație) | municipiul Sebeș                  | km 29+850 - 30+090                                   | Wietenberg                      |            |                                                 | Încărcați imagine | Raportați eroare |